# ريتشارد هاريسون (رسام)
ريتشارد هاريسون (بالإنجليزية: Richard Harrison)‏ هو رسام بريطاني، ولد في 1954.